# Travis Knight (animador)
Travis Knight (Hillsboro, Oregón, 13 de septiembre de 1973) es un animador y productor de cine estadounidense, conocido por trabajar como animador principal de Laika Entertainment y por dirigir Kubo and the Two Strings (su debut directorial).

## Filmografía

### Cine
| Año  | Título                   | Director | Productor | Animador | Notas                                            |
| ---- | ------------------------ | -------- | --------- | -------- | ------------------------------------------------ |
| 2002 | Día de los muertos       | No       | No        | Sí       | Cortometraje                                     |
| 2005 | Moongirl                 | No       | No        | Sí       | Cortometraje                                     |
| 2009 | Coraline                 | No       | No        | Sí       |                                                  |
| 2012 | ParaNorman               | No       | Sí        | Sí       |                                                  |
| 2014 | The Boxtrolls            | No       | Sí        | Sí       |                                                  |
| 2016 | Kubo and the Two Strings | Sí       | Sí        | Sí       | Debut directorial                                |
| 2018 | Bumblebee                | Sí       | No        | No       | Primera dirección de una película de acción real |
| 2019 | Missing Link             | No       | Sí        | Sí       |                                                  |
| 2025 | Wildwood                 | Sí       | Sí        | Sí       |                                                  |

### Televisión
| Año  | Título         | Animador | Notas                           |
| ---- | -------------- | -------- | ------------------------------- |
| 2000 | Boyer Brothers | Sí       | Película para la televisión     |
| 2000 | The PJs        | Sí       | Episodio: "Haiti and the Tramp" |
| 2001 | Gary & Mike    | Sí       |                                 |